# Foquisme

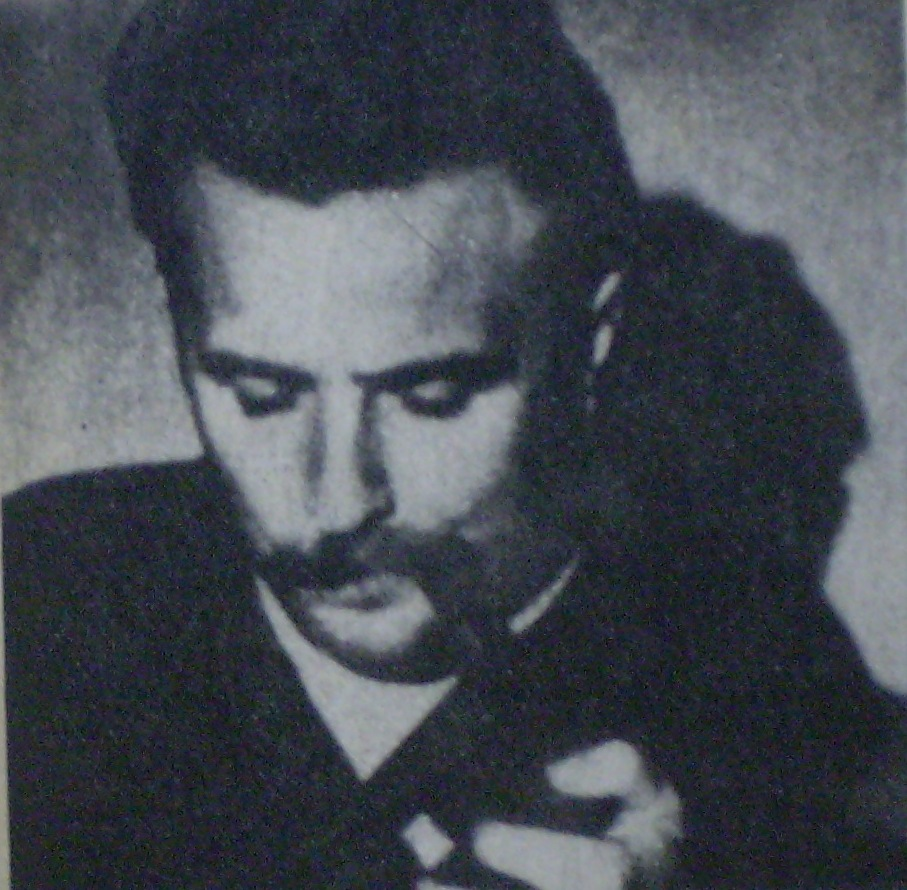
Régis Debray el 1970

El foquisme és una teoria política i tàctica militar revolucionària inspirada pel Che Guevara i desenvolupada per Régis Debray.

## Teoria
En el llibre La guerra de guerrillas, Guevara va postular que l'experiència de la Revolució Cubana demostrava que «no sempre cal esperar que es donin totes les condicions per a la revolució», ja que un petit focus que iniciés accions típiques de la guerra de guerrilles podria aconseguir amb relativa rapidesa que la revolució s'estengués, obtenint així l'aixecament de les masses i l'enderrocament del règim. Guevara estimava vàlides aquestes consideracions principalment per als països amb menys desenvolupament industrial, i sostenia que els «focus» havien de prendre com a base social la pagesia.
La teoria es va posar en pràctica, en mans del propi Guevara, per primera vegada al Congo, amb Laurent-Désiré Kabila, i per segona vegada a Bolívia. La Guerrilla de Ñancahuazú, però, va acabar amb la captura i mort de Guevara i el seu grup de revolucionaris per part de l'exèrcit bolivià amb el suport de la CIA estatunidenca.
Durant les dècades de 1970 i 1980, grups de diverses tendències polítiques, i no només en països del Tercer món, van adoptar el foquisme com a tàctica, com és el cas de les Forces Populars d'Alliberament Farabundo Martí en lluita contra la dictadura militar a El Salvador. Cap, però, no va poder fer efectiva una revolució socialista. El foquisme, tot i rebre nombroses crítiques des del marxisme, ha estat utilitzada en diversos processos revolucionaris socialistes triomfants com a la Guerra del Vietnam.